# ルンブルク - パンスキー - ミクラーショヴィツェ線
ルンブルク～パンスキー～ミクラーショヴィツェ線（チェコ語：Železniční trať Rumburk–Panský–Mikulášovice）は、チェコ国鉄の鉄道路線である。路線番号は084。
1902年、帝立王立国有鉄道の路線として開業した。しかしルンブルク～ドルニー・クルジェチャニ間は1869年にチェコ北部鉄道によって開業した。なお本頁では、同じく084号線として案内されている、クラースナー・リーパ - パンスキー間の支線についても記す。この支線は、2016年以前、路線番号が085であった。

## 運行形態

### 特急「リフリーク(R)」
- ルジツコホルスキー・リフリーク号：　プラハ - クラースナー・リーパ - ミクラーショヴィツェ　【春・夏の土曜・休日運行】　※鉄道旅行者クラブ交通による運行
季節限定で、一日1往復の運行。リーパ以南は081号線に直通する。ザフラディとミクラーショヴィツェ上駅を除く各駅に停車する。
2021年に運行を開始した。

### 普通
- ヂェチーン → クラースナー・リーパ → パンスキー → ミクラーショヴィツェ下駅　【春・夏の土曜・休日運行】
一日片道1本のみ運行する。クラースナー・リーパ以南は081号線から直通する。
2017年に、快速列車として運行を開始した。2018年度に限り、1往復の運行であった。2024年より普通列車として運行する予定。

- ルンブルク - クルジェチャニ - パンスキー - ミクラーショヴィツェ　【春・夏の土曜・休日運行】
一日3往復の運行。後述の支線と合わせ、パンスキー以西では合計で2時間間隔のダイヤとなっている。終点のミクラーショヴィツェ下駅で、083号線のシルクノフ経由ルンブルク方面と接続する。
過去の運行形態
2018年以前は、通年休日、一日5往復の運行で、うち片道1本のみクラースナー・リーパ → ルンブルク → ミクラーショヴィツェのルートで運行していた。
2019年に、春・夏の土曜・休日と夏季の平日のみの季節運行となり、一日2往復の運行となった。
2020年に、夏季の平日のみ一日2.5往復に増発された。
2021年より、土曜・休日に一日3往復に増発された。
2024年より、土曜・休日の本数が一日4.5往復に増発される一方、平日の運行は取りやめられた。
2025年度より、一日3往復に減便となった。

- ルンブルク - クラースナー・リーパ - パンスキー - ミクラーショヴィツェ　【春・夏の土曜・休日運行】
一日1.5往復の運行。
過去の運行形態
2018年以前は、ヂェチーン発の列車と合わせて、一日2往復の運行であった。終点のミクラーショヴィツェ下駅で、083号線のシルクノフ経由ルンブルク方面と接続していた。春・夏の土曜・休日に加えて、夏季の平日も運行していた。
2019年は、一日5往復の運行であった。うち2.5往復（夏季平日は1往復）がルンブルク発着で、他の列車はクラースナー・リーパ - ミクラーショヴィツェ間の運行であった。
2020年は、夏季の平日のみ一日4.5往復に減便された。
2021年は、大幅に減便され、一日2往復（夏季の平日は4.5往復）の運行となった。うちルンブルク発着は1.5往復（夏季平日は西行1本）のみで、他はクラースナー・リーパ発着であった。
2023-24年度は運行していなかった。
2025年度より、春・夏の土曜・休日に限り、一日1.5往復の運行を再開する予定。

- リベレツ - クラースナー・リーパ - ザフラディ - ミクラーショヴィツェ　【春・夏の土曜・休日運行】　※レンダーバーンによる運行
一日1往復の運行。ミクラーショヴィツェ以南は081号線に直通する。
2021年に運行を開始した。

- ルンブルク → クルジェチャニ → パンスキー → ミクラーショヴィツェ　【春・夏の土曜・休日運行】　※レンダーバーンによる運行
- ルンブルク ← クラースナー・リーパ ← パンスキー ← ミクラーショヴィツェ　【春・夏の土曜・休日運行】　※レンダーバーンによる運行
一日1往復の運行。上りと下りで、運行ルートが異なる。
2021年に運行を開始した。

## 駅一覧
以下では、チェコ国鉄084号線の駅と営業キロ、停車列車、接続路線などを一覧表で示す。

### ミクラーショヴィツェ - ルンブルク間
- 種別
  - Os：普通
- 停車駅
  - ■印：全列車停車

| 路線名 | 駅名                       | 駅間営業キロ | 累計営業キロ | Os | 接続路線                                                      | 所在地       | 所在地       |
| ------ | -------------------------- | ------------ | ------------ | -- | ------------------------------------------------------------- | ------------ | ------------ |
| 084    | ミクラーショヴィツェ下駅   | -            | 0.0          | ■  | 083号線（ヂェチーン方面、シルクノフ方面）                     | ウースチー州 | ヂェチーン郡 |
| 084    | ミクラーショヴィツェ中央駅 | 2.9          | 2.9          | ■  |                                                               | ウースチー州 | ヂェチーン郡 |
| 084    | ミクラーショヴィツェ上駅   | 2.7          | 5.6          | ■  |                                                               | ウースチー州 | ヂェチーン郡 |
| 084    | ブルトニーキ駅             | 2.8          | 9.4          | ■  |                                                               | ウースチー州 | ヂェチーン郡 |
| 084    | パンスキー駅               | 1.8          | 11.2         | ■  | クラースナー・リーパ方面                                      | ウースチー州 | ヂェチーン郡 |
| 084    | スタレー・クルジェチャニ駅 | 2.2          | 13.4         | ■  |                                                               | ウースチー州 | ヂェチーン郡 |
| 084    | ドルニー・クルジェチャニ駅 | 2.3          | 15.7         | ■  |                                                               | ウースチー州 | ヂェチーン郡 |
| 084    | ルンブルク駅               | 2.4          | 18.1         | ■  | 081号線（クラースナー・リーパ方面） 083号線（シルクノフ方面） | ウースチー州 | ヂェチーン郡 |

### パンスキー - クラースナー・リーパ間
- 種別
  - Os：普通
- 停車駅
  - ■印：全列車停車

| 路線名 | 駅名                         | 駅間営業キロ | 累計営業キロ | Os | 接続路線                                           | 所在地       | 所在地       |
| ------ | ---------------------------- | ------------ | ------------ | -- | -------------------------------------------------- | ------------ | ------------ |
| 084    | パンスキー駅                 | -            | 0.0          | ■  | ミクラーショヴィツェ方面、ルンブルク方面           | ウースチー州 | ヂェチーン郡 |
| 084    | ザフラディ・ウ・ルンブルカ駅 | 2.5          | 2.5          | ■  |                                                    | ウースチー州 | ヂェチーン郡 |
| 084    | クラースナー・リーパ駅       | 2.9          | 5.4          | ■  | 081号線（ヂェチーン/コリーン方面、ルンブルク方面） | ウースチー州 | ヂェチーン郡 |